# UEFA-Pokal 1980/81
Der UEFA-Pokal 1980/81 war die 10. Auflage des Wettbewerbs und wurde von Ipswich Town im Finale gegen AZ’67 Alkmaar gewonnen.

## Modus
Der Wettbewerb wurde in sechs Runden in Hin- und Rückspielen ausgetragen. Bei Torgleichstand entschied zunächst die Anzahl der auswärts erzielten Tore, danach eine Verlängerung, abschließend erst das Elfmeterschießen.

## 1. Runde
|                           | Gesamt    |                              | Hinspiel | Rückspiel |
| ------------------------- | --------- | ---------------------------- | -------- | --------- |
| ÍA Akranes                | 00:10     | 1. FC Köln                   | (1)0:4 1 | 0:6       |
| Sliema Wanderers          | 0:3       | FC Barcelona                 | 0:2      | 0:1       |
| Újpesti Dózsa SC Budapest | 1:2       | Real Sociedad                | 1:1      | 0:1       |
| VfB Stuttgart             | 10:10     | Pezoporikos Larnaka          | 6:0      | 4:1       |
| AZ’67 Alkmaar             | 10:0      | Red Boys Differdange         | 6:0      | 4:0       |
| FC Argeș Pitești          | 0:2       | FC Utrecht                   | 0:0      | 0:2       |
| Ballymena United          | 2:4       | FC Vorwärts Frankfurt (Oder) | 2:1      | 0:3       |
| Bohemians ČKD Prag        | 4:3       | Sporting Gijón               | 3:1      | 1:2       |
| Dynamo Kiew               | (a)1:1(a) | DFS Lewski-Spartak Sofia     | 1:1      | 0:0       |
| Dynamo Dresden            | 2:0       | FK Napredak Kruševac         | 1:0      | 1:0       |
| IF Elfsborg               | 1:2       | FC St. Mirren                | 1:2      | 0:0       |
| Fenerbahçe Istanbul       | 1:3       | Beroe Stara Sagora           | 0:1      | 1:2       |
| Grasshopper Club Zürich   | 8:3       | Kjøbenhavns Boldklub         | 3:1      | 5:2       |
| Hamburger SV              | 7:5       | FK Sarajevo                  | 4:2      | 3:3       |
| Ipswich Town              | 6:4       | Aris Saloniki                | 5:1      | 1:3       |
| Juventus Turin            | 6:4       | Panathinaikos Athen          | 4:0      | 2:4       |
| 1. FC Kaiserslautern      | (a)3:3(a) | RSC Anderlecht               | 1:0      | 2:3       |
| Kuopion PS                | 00:14     | AS Saint-Étienne             | 0:7      | 0:7       |
| LASK Linz                 | 2:6       | FK Radnički Niš              | 1:2      | 1:4       |
| SC Lokeren                | 2:1       | Dynamo Moskau                | 1:1      | 1:0       |
| 1. FC Magdeburg           | 5:3       | Moss FK                      | 2:1      | 3:2       |
| Manchester United         | (a)1:1(a) | Widzew Łódź                  | 1:1      | 0:0       |
| RWD Molenbeek             | 3:4       | Turin Calcio                 | 1:2      | 2:2 n. V. |
| FC Porto                  | 1:0       | FC Dundalk                   | 1:0      | 0:0       |
| PSV Eindhoven             | 3:2       | Wolverhampton Wanderers      | 3:1      | 0:1       |
| Schachtjor Donezk         | 1:3       | Eintracht Frankfurt          | 1:0      | 0:3       |
| Śląsk Wrocław             | 2:7       | Dundee United                | 0:0      | 2:7       |
| FC Sochaux-Montbéliard    | 3:2       | FC Servette Genf             | 2:0      | 1:2       |
| Standard Lüttich          | 3:2       | Steaua Bukarest              | 1:1      | 2:1       |
| FC Twente Enschede        | 5:3       | IFK Göteborg                 | 5:1      | 0:2       |
| Vasas Budapest            | 1:2       | Boavista Porto               | 0:2      | 1:0       |
| TJ Zbrojovka Brünn        | 5:1       | SK VOEST Linz                | 3:1      | 2:0       |

## 2. Runde
|                          | Gesamt          |                              | Hinspiel | Rückspiel |
| ------------------------ | --------------- | ---------------------------- | -------- | --------- |
| DFS Lewski-Spartak Sofia | 1:6             | AZ’67 Alkmaar                | 1:1      | 0:5       |
| Beroe Stara Sagora       | 1:3             | FK Radnički Niš              | 0:1      | 1:2       |
| Dundee United            | (a)1:1(a)       | SC Lokeren                   | 1:1      | 0:0       |
| 1. FC Kaiserslautern     | 2:4             | Standard Lüttich             | 1:2      | 1:2       |
| 1. FC Köln               | 4:1             | FC Barcelona                 | 0:1      | 4:0       |
| Ipswich Town             | 3:2             | Bohemians ČKD Prag           | 3:0      | 0:2       |
| FC Porto                 | 2:3             | Grasshopper Club Zürich      | 2:0      | 0:3 n. V. |
| PSV Eindhoven            | 2:3             | Hamburger SV                 | 1:1      | 1:2       |
| FC Sochaux-Montbéliard   | 3:2             | Boavista Porto               | 2:2      | 1:0       |
| FC St. Mirren            | 0:2             | AS Saint-Étienne             | 0:0      | 0:2       |
| VfB Stuttgart            | 7:2             | FC Vorwärts Frankfurt (Oder) | 5:1      | 2:1       |
| Turin Calcio             | 3:2             | 1. FC Magdeburg              | 3:1      | 0:1       |
| FC Twente Enschede       | (a)1:1(a)       | Dynamo Dresden               | 1:1      | 0:0       |
| FC Utrecht               | 3:4             | Eintracht Frankfurt          | 2:1      | 1:3       |
| Widzew Łódź              | 4:4 (4:1 i. E.) | Juventus Turin               | 3:1      | 1:3 n. V. |
| TJ Zbrojovka Brünn       | 2:3             | Real Sociedad                | 1:1      | 1:2       |

## 3. Runde
|                         | Gesamt          |                        | Hinspiel | Rückspiel |
| ----------------------- | --------------- | ---------------------- | -------- | --------- |
| Eintracht Frankfurt     | (a)4:4(a)       | FC Sochaux-Montbéliard | 4:2      | 0:2       |
| Grasshopper Club Zürich | 3:3 (4:3 i. E.) | Turin Calcio           | 2:1      | 1:2 n. V. |
| Hamburger SV            | 0:6             | AS Saint-Étienne       | 0:5      | 0:1       |
| Ipswich Town            | 5:1             | Widzew Łódź            | 5:0      | 0:1       |
| SC Lokeren              | 3:2             | Real Sociedad          | 1:0      | 2:2       |
| FK Radnički Niš         | 2:7             | AZ’67 Alkmaar          | 2:2      | 0:5       |
| Standard Lüttich        | 5:2             | Dynamo Dresden         | 1:1      | 4:1       |
| VfB Stuttgart           | 4:5             | 1. FC Köln             | 3:1      | 1:4 n. V. |

## Viertelfinale
|                         | Gesamt |                        | Hinspiel | Rückspiel |
| ----------------------- | ------ | ---------------------- | -------- | --------- |
| AZ’67 Alkmaar           | 2:1    | SC Lokeren             | 2:0      | 0:1       |
| Grasshopper Club Zürich | 1:2    | FC Sochaux-Montbéliard | 0:0      | 1:2       |
| Standard Lüttich        | 2:3    | 1. FC Köln             | 0:0      | 2:3       |
| AS Saint-Étienne        | 2:7    | Ipswich Town           | 1:4      | 1:3       |

## Halbfinale
|                        | Gesamt |               | Hinspiel | Rückspiel |
| ---------------------- | ------ | ------------- | -------- | --------- |
| Ipswich Town           | 2:0    | 1. FC Köln    | 1:0      | 1:0       |
| FC Sochaux-Montbéliard | 3:4    | AZ’67 Alkmaar | 1:1      | 2:3       |

## Finale

### Hinspiel
| Ipswich Town                          | Ipswich Town | AZ’67 Alkmaar | AZ’67 Alkmaar |
| ------------------------------------- | --- | --- | ------------- |
| Ipswich Town                          | \| 6. Mai 1981 in Ipswich (Portman Road) \| \| Ergebnis: 3:0 (1:0) \| \| Zuschauer: 27.532 \| \| Schiedsrichter: Adolf Prokop ( DDR) \|                                            | \| 6. Mai 1981 in Ipswich (Portman Road) \| \| Ergebnis: 3:0 (1:0) \| \| Zuschauer: 27.532 \| \| Schiedsrichter: Adolf Prokop ( DDR) \|                                                                                  | AZ’67 Alkmaar |
| Ipswich Town                          | Paul Cooper – Mick Mills , Russell Osman, Terry Butcher, Steve McCall – John Wark, Frans Thijssen, Arnold Mühren – Eric Gates, Paul Mariner, Alan Brazil Cheftrainer: Bobby Robson | Eddy Treijtel – Richard van der Meer, John Metgod, Ronald Spelbos, Hugo Hovenkamp – Jan Peters, Jos Jonker, Peter Arntz, Kristen Nygaard (57. Kurt Welzl) – Kees Kist, Pier Tol Cheftrainer: Georg Keßler ( Deutschland) | AZ’67 Alkmaar |
| Ipswich Town                          | 1:0 John Wark (28., Elfmeter) 2:0 Frans Thijssen (46.) 3:0 Paul Mariner (56.) | | AZ’67 Alkmaar |
| 6. Mai 1981 in Ipswich (Portman Road) | | |               |
| Ergebnis: 3:0 (1:0)                   | | |               |
| Zuschauer: 27.532                     | | |               |
| Schiedsrichter: Adolf Prokop ( DDR)   | | |               |

### Rückspiel
| AZ’67 Alkmaar                                    | AZ’67 Alkmaar | Ipswich Town | Ipswich Town |
| ------------------------------------------------ | --- | --- | ------------ |
| AZ’67 Alkmaar                                    | \| 20. Mai 1981 in Amsterdam (Olympiastadion) \| \| Ergebnis: 4:2 (3:2) \| \| Zuschauer: 28.500 \| \| Schiedsrichter: Walter Eschweiler ( Deutschland) \|                                                                                     | \| 20. Mai 1981 in Amsterdam (Olympiastadion) \| \| Ergebnis: 4:2 (3:2) \| \| Zuschauer: 28.500 \| \| Schiedsrichter: Walter Eschweiler ( Deutschland) \|                          | Ipswich Town |
| AZ’67 Alkmaar                                    | Eddy Treijtel – Hans Reijnders, John Metgod, Ronald Spelbos, Hugo Hovenkamp – Jan Peters, Jos Jonker, Peter Arntz, Kristen Nygaard – Kurt Welzl (80. Chris van den Dungen), Pier Tol (46. Kees Kist) Cheftrainer: Georg Keßler ( Deutschland) | Paul Cooper – Mick Mills , Russell Osman, Terry Butcher, Steve McCall – Frans Thijssen, John Wark, Arnold Mühren – Paul Mariner, Alan Brazil, Eric Gates Cheftrainer: Bobby Robson | Ipswich Town |
| AZ’67 Alkmaar                                    | 1:1 Kurt Welzl (7.) 2:1 John Metgod (28.) 3:2 Pier Tol (40.) 4:2 Jos Jonker (74.) | 0:1 Frans Thijssen (4.) 2:2 John Wark (32.) | Ipswich Town |
| 20. Mai 1981 in Amsterdam (Olympiastadion)       | | |              |
| Ergebnis: 4:2 (3:2)                              | | |              |
| Zuschauer: 28.500                                | | |              |
| Schiedsrichter: Walter Eschweiler ( Deutschland) | | |              |

## Beste Torschützen
| Rang | Spieler          | Klub                   | Tore |
| ---- | ---------------- | ---------------------- | ---- |
| 1    | John Wark        | Ipswich Town           | 14   |
| 2    | Kees Kist        | AZ’67 Alkmaar          | 9    |
| 3    | Dieter Müller    | 1. FC Köln             | 8    |
| 4    | Horst Hrubesch   | Hamburger SV           | 7    |
| 5    | Karl Allgöwer    | VfB Stuttgart          | 6    |
|      | Paul Mariner     | Ipswich Town           | 6    |
|      | Kees Tol         | AZ’67 Alkmaar          | 6    |
| 8    | Bernd Klotz      | VfB Stuttgart          | 5    |
|      | Michel Platini   | AS Saint-Étienne       | 5    |
|      | Johnny Rep       | AS Saint-Étienne       | 5    |
|      | Kurt Welzl       | AZ’67 Alkmaar          | 5    |
|      | Bernard Genghini | FC Sochaux-Montbéliard | 5    |

## Eingesetzte Spieler Ipswich Town
| Ipswich Town |
| - Tor: Paul Cooper (11/-); Laurie Sivell (1/-) - Abwehr: Terry Butcher (12/2); Russell Osman (12/-); Mick Mills (10/-); Kevin Beattie (8/1); George Burley (5/-); Kevin Steggles (2/-) - Mittelfeld: John Wark (12/14); Arnold Mühren (12/1); Frans Thijssen (10/2); Stephen McCall (10/-) - Sturm: Alan Brazil (12/1); Paul Mariner (11/6); Eric Gates (11/1); Kevin O’Callaghan (5/-); Mich d’Avray (1/-); Robin Turner (1/-) - Trainer: Bobby Robson |